# المدبرة والبوكيمون
المدبرة والبوكيمون (باليابانية: ポケモンコンシェルジュ) هو مسلسل إيقاف حركة ياباني. وهو جزء من سلسلة بوكيمون ومن انتاج ذا بوكيمون كومباني. عرض على نتفليكس يوم 28 كانون الأول 2023.

## القصة
تدور القصة في "منتجع البوكيمون" وهو ملاذ آمن تنعم فيه كائنات البوكيمون بالاسترخاء والمرح. وتديره المدبرة هارو.

## الشخصيات
- المدبرة هارو

أداء صوتي: رينا نونين (اليابانية)، ماريانا خليل (العربية)
- اليسا

أداء صوتي: فيروز آي (اليابانية)، جنی مغامس (العربية)
- تايلر

أداء صوتي: أوكونو إيتا (اليابانية)، فادي عبود (العربية)
- وتنابي

أداء صوتي: تاكيمورا يوشيكو (اليابانية)، جيهان الملا (العربية)
- ناو

أداء صوتي: ميرنا الحسيني
وشارك بالدبلجة شربل أيوب ورالين داغر.

## الحلقات
| رقم الحلقة | عنوان الحلقة                                                          | تاريخ العرض الأصلي  |
| --- | --------------------------------------------------------------------- | ------------------- |
| 1 | «أنا هارو، المدبّرة الجديدة!» (今日からこちらで働かせていただきます！) | 28 كانون الأول 2023 |
| بعد عدة أحداث مؤسفة في حياتها، تقرر هاروا العمل في منتجع البوكيمون كمدبّرة، وهي جزيرة يسكنها البوكيمون. هناك، تلتقي واتانابي وتايلر وأليسا. يوجه واتانابي هاروا لتجربة الجزيرة كضيفة في يومها الأول. تغفو هاروا أثناء الاسترخاء على الجزيرة، وتستيقظ لتجد سايداك، على الرغم من أنه يهرب عندما يلتقي بها. يهنئها واتانابي على التجربة ويشجعها على تكوين صداقات مع البوكيمون. |                                                                       |                     |
| 2 | «ما الذي يجول في خاطرك يا سايداك؟» (どう？いま楽しい？)               | 28 كانون الأول 2023 |
| تشعر هاروا بالارتباك بشأن كيفية إكمال مهمة واتانابي. يأخذ تايلر هاروا لأداء دروس اللياقة البدنية، حيث يواجهان سايداك مرة أخرى. يشرح تايلر أن سايداك وصل منذ عدة أسابيع، لكنه خجول. تقابل هاروا سايداك مرة أخرى أثناء بحثها عنه، وتسقط تايلر عن طريق الخطأ أثناء محاولتها التفاعل معه. ينتهي الأمر بتايلر بإسقاط التوت الخاص به نتيجة لذلك، وتذهب هاروا للعثور على المزيد. بعد جمع المزيد من التوت، تتدحرج أسفل التل، حيث يساعد سايداك هاروا عن طريق منع التوت من السقوط. يفتح سايداك قلبه لهارو، ويرتبط الاثنان. |                                                                       |                     |
| 3 | «أتمنى أن أتطور أيضًا…» (私も早く進化したい…)                          | 28 كانون الأول 2023 |
| تتمنى هاروا أن تنمو أكثر، وتبدأ في التغلب على نقاط ضعفها، لكن يقاطعها ماجيكارب ، الذي لا يستطيع السباحة، حيث سرق وينغول عوامته. تنطلق هارو وسايداك وراءه على ظهر دراغونيت في محاولة لاستعادتها، لكن وينغول يسقط العوامة، التي يسحقها سنورلاكس. تشعر هاروا بالحزن لأنها لا تستطيع إصلاح العوامة، لكن ماجيكارب يتطور إلى جيارادوس ويسبح بعيدًا، ولم يعد بحاجة إلى مساعدة في السباحة. تلاحظ هارو ووبر يلعب بعوامة جديدة صنعتها، وتقرر البدء في صنع ألعاب لبوكيمون الجزيرة.                                           |                                                                       |                     |
| 4 | «أهلًا بكم في منتجع البوكيمون!» (ようこそポケモンリゾートへ！)         | 28 كانون الأول 2023 |
| تلتقي هارو بمدرب بوكيمون يدعى ناو، الذي جاء إلى منتجع البوكيمون لمنح بيكاتشو المزيد من الثقة. يجرب هارو عدة أنشطة، لكنها لا تساعد بيكاتشو. تشجع هارو، ناو على ترك بيكاتشو يكون على طبيعته. تغادر ناو المنتجع مع بيكاتشو وهي ممتنة. تنهار هارو بعد أن ذكرت أليسا أن هارو وجدت نفسها، وشكرت سايداك لمساعدتها على الانفتاح وتكون على طبيعتها. |                                                                       |                     |

## الانتاج
في شباط/فبراير 2023، خلال العرض التقديمي ليوم البوكيمون، تم الإعلان عن مسلسل رسوم متحركة تلفزيوني بتقنية إيقاف الحركة قيد التطوير لـ نتفليكس. تعاونت شركة ذا بوكيمون كومباني مع دوارف انميشن ستوديو في انتاج المسلسل.
في تموز/يوليو، تم الإعلان أن رينا نونين ستقوم بالاداء الصوتي لشخصية بطلة المسلسل هارو، التي تعمل كمدبرة في منتجع حيث تُظهر كرم الضيافة وتلبية احتياجات البوكيمون المرهقة ومدربيهم.
في تشرين الثاني/نوفمبر، صدرر المقطع الدعائي لأول مرة ليكشف عن طاقم الممثلين الصوتيين الياباني والإنجليزي، والذي يضم فيروز آي وأوكونو إيتا وتاكيمورا يوشيكو وإيماني حكيم وجوش كيتون ولوري آلان.
في فبراير 2025، أعلنت نتفليكس استمرار إنتاج المسلسل، والمزيد من الحلقات ستعرض خلال عام 2025.

## روابط خارجية
- المدبرة والبوكيمون على موقع IMDb (الإنجليزية)
- المدبرة والبوكيمون على موقع ميتاكريتيك (الإنجليزية)
- المدبرة والبوكيمون على موقع نتفليكس (الإنجليزية)
- المدبرة والبوكيمون على موقع ليتربوكسد (الإنجليزية)
- المدبرة والبوكيمون على موقع قاعدة بيانات الفيلم (الإنجليزية)